# Всероссийский научно-исследовательский институт твёрдых сплавов
Всероссийский научно-исследовательский и проектный институт тугоплавких металлов и твёрдых сплавов (ВНИИТС) — государственное унитарное предприятие. Является главным научным центром России в области разработки твердых сплавов, тугоплавких металлов и сплавов на основе вольфрама и молибдена, керамики и других материалов, получаемых порошковой металлургией.
Исследовательский центр, в котором проводятся разработки новых марок сплавов, видов изделий и технологий, насчитывает 150 чел. Центр имеет современное оборудование, благодаря которому возможно проведение научных работ поискового, прикладного и аналитического характера.

## История
Институт образован постановлением Правительства СССР в 1946 году как головной институт отрасли, занимающейся твёрдыми сплавами на основе карбидов вольфрама, титана, минералокерамикой, Тугоплавкими металлами — вольфрамом, молибденом, рением и сплавами на их основе, наплавочным материалами и горнобуровым инструментом.
В основе производственных процессов лежит технология порошковой металлургии (более экономичная в сравнении с традиционными методами цветной и чёрной металлургии).
Основные направления деятельности:
- Технологии твердых сплавов[2]
- Износостойкие покрытия [3]
- Технология сверхтвердых материалов[4][5][6]
- Технология тугоплавких металлов[7]

Разработанные институтом технологии и материалы находят применение в автомобильной, авиационной, электротехнической и оборонной промышленности, в машиностроении, при добыче нефти, угля, газа, полезных ископаемых и других отраслях техники.
За создание оборонной продукции из тяжёлых сплавов, за создание и освоение производства сменных неперетачиваемых пластин для обеспечения Волжского и Камского автомобильных заводов, за разработку твёрдых сплавов на основе высокотемпературного карбида вольфрама для оснащения горно-бурового инструмента многим работникам института присвоены Государственные премии и Премии Совета Министров.
В настоящее время почти все твёрдые сплавы и большинство продукции из тугоплавких металлов в России производятся по разработкам ВНИИТС.